# Memecylon hullettii
Memecylon hullettii är en tvåhjärtbladig växtart som beskrevs av George King. Memecylon hullettii ingår i släktet Memecylon och familjen Melastomataceae. IUCN kategoriserar arten globalt som sårbar. Inga underarter finns listade i Catalogue of Life.